# Neobisium anatolicum
Neobisium anatolicum är en spindeldjursart som beskrevs av Beier 1949. Neobisium anatolicum ingår i släktet Neobisium och familjen helplåtklokrypare. Inga underarter finns listade i Catalogue of Life.